# Czarnia Duża
Czarnia Duża [pronunciación en polaco: /ˈt͡ʂarɲa ˈduʐa/] es un pueblo ubicado en el distrito administrativo de Gmina Skrwilno, dentro del Distrito de Rypin, Voivodato de Cuyavia y Pomerania, en el norte de Polonia central. Se encuentra aproximadamente a 6 kilómetros al sureste de Skrwilno, a 18 kilómetros al sureste de Rypin, y a 71 kilómetros al este de Toruń.